# Sakhar
Sakhar (nep. साँखर) – gaun wikas samiti w zachodniej części Nepalu w strefie Gandaki w dystrykcie Syangja. Według nepalskiego spisu powszechnego z 2001 roku liczył on 1104 gospodarstw domowych i 5473 mieszkańców (3032 kobiet i 2441 mężczyzn).